# Albert Kuppe
Albert Kuppe (* 25. Oktober 1988 in Duschanbe) ist ein deutscher Basketballspieler.

## Laufbahn
Kuppe, dessen Eltern und weitere Familienmitglieder Basketball spielten, kam im Alter von zwei Jahren nach Deutschland und wuchs in Viernheim auf. Er spielte bis 2008 dank einer Doppellizenz sowohl für den USC Heidelberg als auch die SG Mannheim. Über die Stationen Viernheim/Weinheim und Speyer kam er 2010 zu den Oettinger Rockets, mit denen er 2012 Meister der 2. Bundesliga ProB wurde und somit in die 2. Bundesliga ProA aufstieg. Im Frühjahr 2006 nahm er mit der deutschen U18-Nationalmannschaft am Albert-Schweitzer-Turnier teil. Im Vorfeld der Saison 2013/14 zog er sich einen Kreuzbandriss im rechten Knie zu und verpasste daraufhin die gesamte Spielzeit.
2015 kehrte er nach Heidelberg zurück und wurde beim Zweitligisten Mannschaftskapitän. In seiner letzten Heidelberger Spielzeit (2017/18) kam Kuppe in 34 Spielen zum Einsatz und erzielte im Schnitt 9,6 Zähler. Mit 67 getroffenen Dreipunktwürfen war er der beste Distanzwerfer der Mannschaft. Im Sommer 2018 zog er sich aus dem Profibereich zurück, um beruflich bei einer Unternehmensberatungsfirma in Speyer tätig zu werden. Im August 2018 gewann Kuppe mit einer Auswahl deutscher und US-amerikanischer Spieler unter Leitung von Trainer Ralph Junge ein mit 200 000 Dollar dotiertes internationales Einladungsturnier im chinesischen Schanghai.
Im Vorfeld der Spielzeit 2018/19 kehrte er zu den BIS Baskets Speyer (Regionalliga) zurück. In der Saison 2018/19 führte er Speyer als bester Korbschütze der Mannschaft (19,6 Punkte im Schnitt) zum Gewinn der Meisterschaft in der Regionalliga Südwest. Im April 2019 erhielt er eine Berufung in die deutsche Nationalmannschaft in der Basketballvariante „3-gegen-3“ und nahm mit dieser unter anderem in Puerto Rico an den Ausscheidungswettkämpfen für die Weltmeisterschaft sowie im selben Jahr an der Europameisterschaft teil.
Im Sommer 2020 ging er zum Zweitligisten Heidelberg zurück und gewann mit der Mannschaft im Mai 2021 den Meistertitel. Kuppe erzielte im Verlauf der Saison 2020/21 6,2 Punkte je Begegnung. Im Spieljahr 2021/22 bestritt er für Bundesliga-Aufsteiger Heidelberg 21 Begegnungen (1,8 Punkte/Spiel) in der höchsten deutschen Spielklasse. Im Sommer 2022 beendete er seine Spielerlaufbahn im Profibereich und schloss sich dem Regionalligisten SG Mannheim an.